# Усман, Камару
Камарудди́н У́сман (англ. Kamarudeen Usman; род. 11 мая 1987 года, в городе Аучи, штат Эдо, Нигерия) — нигерийский боец смешанных боевых искусств нигерийского происхождения, выступающий под эгидой UFC. Победитель бойцовского реалити-шоу The Ultimate Fighter 21. Бывший чемпион UFC в полусреднем весе. Занимает 5 строчку официального рейтинга UFC в полусреднем весе.

## Биография
Камару Усман родился 11 мая 1987 года в городе Аучи, Нигерия. В возрасте восьми лет вместе с родителями переехал на постоянное жительство в США.
Во время учёбы в старшей школе серьёзно занимался вольной борьбой, на различных школьных соревнованиях в общей сложности одержал 53 победы и потерпел только 3 поражения. Поступив в университет, продолжил бороться на студенческих соревнованиях, трижды получал статус всеамериканского спортсмена, в 2010 году стал чемпионом второго дивизиона Национальной ассоциации студенческого спорта.

## Карьера

### Начало профессиональной карьеры
Дебютировал в смешанных единоборствах на профессиональном уровне в ноябре 2012 года, выиграв у своего соперника техническим нокаутом во втором раунде. Дрался в различных небольших промоушенах США, в 2014 году одержал три победы на турнирах организации Legacy FC, в том числе взял верх над достаточно сильным бойцом Маркусом Хиксом.

### The Ultimate Fighter
Имея в послужном списке пять побед и только одно поражение, в 2015 году Усман стал участником 21 сезона популярного бойцовского реалити-шоу The Ultimate Fighter — в данном сезоне развернулось противостояние между двумя крупнейшими тренировочными лагерями Флориды American Top Team и Blackzilians. Будучи членом команды Blackzilians, на стадии четвертьфиналов Усман благополучно прошёл Майкла Грейвза, выиграв у него решением большинства судей, затем в полуфинале единогласным решением одолел Стива Карла, бывшего чемпиона WSOF в полусреднем весе.
Наконец, на итоговом турнире в Лас-Вегасе, сошёлся в решающем поединке с Хейдером Хассаном — во втором раунде взял его на ручной «треугольник» и заставил сдаться. Таким образом, он стал победителем TUF и одновременно с этим заработал бонус за лучшее выступление вечера.

### Ultimate Fighting Championship
Благодаря успешному выступлению на шоу TUF Камару Усман получил возможность подписать контракт с крупнейшей бойцовской организацией мира Ultimate Fighting Championship. В том же 2015 году он провёл бой против англичанина Леона Эдвардса, выиграв у него единогласным решением судей.
В 2016 и 2017 годах одержал победы над такими известными бойцами как Александр Яковлев, Варлей Алвис, Шон Стрикленд, Сержиу Мораис.
Продолжая свою впечатляющую победную серию, в 2018 году выиграл у норвежца Эмиля Вебера Меэке и поднялся в рейтинге полусредневесов UFC до седьмой позиции.
Проведя серию успешных боёв в UFC, Камару Усман получил право на бой с Тайроном Вудли на UFC 235 за чемпионский титул в полусреднем весе. Все пять раундов претендент доминировал над чемпионом и выиграл бой единогласным решением судей, став первым африканским бойцом в UFC, который получил титул чемпиона.
11 июля 2020 года на турнире UFC 251 Усман защищал свой титул в бою против Хорхе Масвидаля. Он доминировал на протяжении всего боя, проведя несколько тейкдаунов, но нокаутировать американца ему не удалось. Усман одержал победу единогласным судейским решением.
14 февраля 2021 года на турнире UFC 258 Усман выступал в бою против Гилберта Бернса, защищая титул чемпиона UFC в полусреднем весе. Бой закончился техническим нокаутом от Усмана в конце третьего раунда.
24 апреля 2021 года на турнире UFC 261 Усман повторно защищал титул против Хорхе Масвидаля. В процессе боя Усман традиционно предпринимал попытки борьбы, однако, Масвидалю удавалось их нивелировать, и бой преимущественно проходил в стойке, где Масвидаль улыбался и насмехался над соперником, который по его мнению уступал ему в данном аспекте. Однако, во втором раунде Усман провел сокрушительный удар правой рукой в челюсть Масвидаля, после чего последний был отправлен в нокдаун. Усман нанес еще несколько тяжелых хаммерфистов по челюсти тяжело потрясенного Масвидаля и окончательно добил его, отправив Масвидаля в глубокий нокаут.
6 ноября 2021 года Усман повторно встретился со своим заклятым врагом Колби Ковингтоном. Перед боем бойцы активно обменивались любезностями. В первых двух раундах Усман доминировал, и смог даже дважды послать в нокдаун Хаоса. В последующих раундах бой проходил на встречных курсах. После боя несмотря на былую вражду, они показали своё уважение друг к другу. В итоге Усман праздновал победу единогласным решением судей.
20 августа 2022 года второй раз встретился с Леоном Эдвардсом. На протяжении почти всего боя Камару доминировал, но за минуту до конца 5 раунда был наглухо нокаутирован хай-киком. Бой так же примечателен тем что впервые за все время выступления в UFC Камару Усман был переведен на землю через тейкдаун, до этого боя у него было 100 % защиты от тейкдаунов. Победив в том бою, Усман мог бы повторить рекорд Андерсона Силвы по кол-ву побед подряд (16) в UFC
19 марта 2023 года в третий раз встретился с Леоном Эдвардсом на UFC 286 в бою за титул чемпиона полусреднего веса и проиграл решением большинства судей потерпев второе поражение в UFC подряд.
Усман вышел на бой за 10 дней до боя, заменив травмированного Пауло Косту, и встретился с Хамзатом Чимаевым в среднем весе 21 октября 2023 года на турнире UFC 294. Он проиграл бой решением большинства судей. 
После двухлетнего простоя Усман вернулся и встретился с Хоакином Бакли 14 июня 2025 года в главном событии UFC Fight Night: Усман vs. Бакли. Он выиграл бой единогласным решением судей

## Титулы и достижения
- Ultimate Fighting Championship
  - Чемпион UFC в полусреднем весе (один раз, бывший)[16]
  - Пять успешных защит титула
  - Победитель шоу The Ultimate Fighter 21[17]
  - Обладатель премии «Выступление вечера» (пять раз) против Хейдера Хассана, Рафаэла дус Анжуса, Гилберта Бёрнса ,Хорхе Масвидаля[18][19][20][21] и Колби Ковингтона
  - Обладатель премии «Лучший бой вечера» (два раза) против Хоакина Бакли и  Колби Ковингтона[22]
  - Обладатель самой длинной серии побед в истории полусреднего веса UFC — 15 побед[23]
- MMAjunkie.com
  - 2019 Бой месяца (декабрь) против Колби Ковингтона[24]
  - 2021 Бой месяца (февраль) против Гилберта Бёрнса[25]
  - 2021 Нокаут месяца (апрель) против Хорхе Масвидаля[26]
  - 2021 Лучший боец смешанного стиля (MMA)[27]

## Интересные факты
New York Times сообщил, что Камару Усман вместе с Генри Сехудо и Джастином Гейджи в ноябре 2022 были с визитом в Российском университете спецназа в Чечне и тестировали гранатометы и штурмовые винтовки. Было отмечено, что объект используется для обучения подразделений специального назначения России. Усман, Сехудо и Гейджи также присутствовали на дне рождения одного из сыновей Рамзана Кадырова.
Издание отметило, что для Усмана это был третий визит в Чечню с 2020 года, и второй раз с тех пор, как Министерство финансов США ввело санкции против бойцовского и футбольного клубов «Ахмат».

## Статистика в профессиональном ММА
| Боёв 25  | Побед 21 | Поражений 4 |
| -------- | -------- | ----------- |
| Нокаутом | 9        | 1           |
| Сдачей   | 1        | 1           |
| Решением | 11       | 2           |

| Результат | Рекорд | Соперник          | Способ                     | Турнир                                | Дата             | Раунд | Время | Место                          | Примечание                                                                                     |
| --------- | ------ | ----------------- | -------------------------- | ------------------------------------- | ---------------- | ----- | ----- | ------------------------------ | ---------------------------------------------------------------------------------------------- |
| Победа    | 21-4   | Хоакин Бакли      | Единогласное решение       | UFC Fight Night: Усман vs. Бакли      | 15 июня 2025     | 5     | 5:00  | Атланта, Джорджия, США         | Вернулся в полусредний вес; «Лучший бой вечера» (2)                                            |
| Поражение | 20-4   | Хамзат Чимаев     | Решение большинства        | UFC 294                               | 20 октября 2023  | 3     | 5:00  | ОАЭ, Абу-Даби                  | Бой в среднем весе.                                                                            |
| Поражение | 20-3   | Леон Эдвардс      | Решение большинства        | UFC 286                               | 18 марта 2023    | 5     | 5:00  | Лондон, Англия, Великобритания | Бой за титул чемпиона UFC в полусреднем весе.                                                  |
| Поражение | 20-2   | Леон Эдвардс      | KO (хай кик)               | UFC 278                               | 20 августа 2022  | 5     | 4:04  | Солт-Лейк-Сити, США            | Утратил титул чемпиона UFC в полусреднем весе.                                                 |
| Победа    | 20-1   | Колби Ковингтон   | Единогласное решение       | UFC 268                               | 6 ноября 2021    | 5     | 5:00  | Нью-Йорк, США                  | Защитил(5) титул чемпиона UFC в полусреднем весе.                                              |
| Победа    | 19-1   | Хорхе Масвидаль   | KO (удар)                  | UFC 261                               | 24 апреля 2021   | 2     | 1:08  | Джексонвилль, Флорида, США     | Защитил (4) титул чемпиона UFC в полусреднем весе. «Выступление вечера» (4), «Нокаут года» (1) |
| Победа    | 18-1   | Гилберт Бёрнс     | TKO (удары руками)         | UFC 258                               | 14 февраля 2021  | 3     | 4:27  | Лас-Вегас, США                 | Защитил (3) титул чемпиона UFC в полусреднем весе. «Выступление вечера» (3)                    |
| Победа    | 17-1   | Хорхе Масвидаль   | Единогласное решение       | UFC 251                               | 11 июля 2020     | 5     | 5:00  | Абу-Даби, ОАЭ                  | Защитил (2) титул чемпиона UFC в полусреднем весе.                                             |
| Победа    | 16-1   | Колби Ковингтон   | TKO (удары руками)         | UFC 245                               | 14 декабря 2019  | 5     | 4:10  | Лас-Вегас, Невада, США         | Защитил (1) титул чемпиона UFC в полусреднем весе. «Лучший бой вечера» (1)                     |
| Победа    | 15-1   | Тайрон Вудли      | Единогласное решение       | UFC 235                               | 2 марта 2019     | 5     | 5:00  | Лас-Вегас, США                 | Завоевал титул чемпиона UFC в полусреднем весе.                                                |
| Победа    | 14-1   | Рафаэл дус Анжус  | Единогласное решение       | The Ultimate Fighter 28 Finale        | 1 декабря 2018   | 5     | 5:00  | Лас-Вегас, США                 | «Выступление вечера» (2)                                                                       |
| Победа    | 13-1   | Демиан Майя       | Единогласное решение       | UFC Fight Night: Maia vs. Usman       | 19 мая 2018      | 5     | 5:00  | Сантьяго, Чили                 |                                                                                                |
| Победа    | 12-1   | Эмиль Вебер Меэк  | Единогласное решение       | UFC Fight Night: Stephens vs. Choi    | 14 января 2018   | 3     | 5:00  | Сент-Луис, США                 |                                                                                                |
| Победа    | 11-1   | Сержиу Мораис     | KO (удар рукой)            | UFC Fight Night: Rockhold vs. Branch  | 16 сентября 2017 | 1     | 2:48  | Питтсбург, США                 |                                                                                                |
| Победа    | 10-1   | Шон Стрикленд     | Единогласное решение       | UFC 210                               | 8 апреля 2017    | 3     | 5:00  | Буффало, США                   |                                                                                                |
| Победа    | 9-1    | Варлей Алвис      | Единогласное решение       | UFC Fight Night: Bader vs. Nogueira 2 | 19 ноября 2016   | 3     | 5:00  | Сан-Паулу, Бразилия            |                                                                                                |
| Победа    | 8-1    | Александр Яковлев | Единогласное решение       | UFC on Fox: Holm vs. Shevchenko       | 23 июля 2016     | 3     | 5:00  | Чикаго, США                    |                                                                                                |
| Победа    | 7-1    | Леон Эдвардс      | Единогласное решение       | UFC on Fox: dos Anjos vs. Cerrone 2   | 19 декабря 2015  | 3     | 5:00  | Орландо, США                   |                                                                                                |
| Победа    | 6-1    | Хейдер Хассан     | Сдача (треугольник руками) | The Ultimate Fighter 21 Finale        | 12 июля 2015     | 2     | 1:19  | Лас-Вегас, США                 | Выиграл 21 сезон The Ultimate Fighter. «Выступление вечера» (1)                                |
| Победа    | 5-1    | Маркус Хикс       | TKO (удары руками)         | Legacy FC 33                          | 18 июля 2014     | 2     | 5:00  | Аллен, США                     |                                                                                                |
| Победа    | 4-1    | Ленни Ловото      | TKO (удары руками)         | Legacy FC 30                          | 4 апреля 2014    | 3     | 1:04  | Нью-Мексико, США               |                                                                                                |
| Победа    | 3-1    | Стивен Родригес   | TKO (удары руками)         | Legacy FC 27                          | 31 января 2014   | 1     | 1:31  | Хьюстон, США                   |                                                                                                |
| Победа    | 2-1    | Рашид Абдулла     | TKO (удары руками)         | VFC 41                                | 14 декабря 2013  | 1     | 3:49  | Ролстон, США                   |                                                                                                |
| Поражение | 1-1    | Хосе Касерес      | Сдача (удушение сзади)     | CFA 11                                | 24 мая 2013      | 1     | 3:47  | Корал-Гейблс, США              |                                                                                                |
| Победа    | 1-0    | Дэвид Гловер      | TKO (удары руками)         | RFA 5                                 | 30 ноября 2012   | 2     | 4:50  | Карни, США                     |                                                                                                |